# Plastyfikator
Plastyfikator – substancja zmniejszająca oddziaływania międzycząsteczkowe i zwiększająca ruchliwość łańcuchów polimerowych. Plastyfikatory powodują obniżenie temperatury zeszklenia, twardości i zwiększenie elastyczności. Stosuje się je głównie jako dodatki do PCW, ale także do innych polimerów, dzięki czemu znacznie zwiększa się obszar stosowania uzyskanych materiałów.

## Klasyfikacja plastyfikatorów
Plastyfikatory są bardzo zróżnicowane pod względem budowy chemicznej i rodzajów, jednakże największą ich część stanowią estry alkoholi i kwasów karboksylowych.
Do najczęściej stosowanych plastyfikatorów należą:
Plastyfikatory ftalanowe (ortoftalany):
- niższe (np. DEHP – inaczej DOP, DBP, DIBP)
- wyższe (np. DINP, DIDP, DPHP)

Plastyfikatory nieftalanowe:
- tereftalany (np. DEHT – inaczej DOTP, DBT)
- adypiniany (np. DEHA – inaczej DOA, DINA)
- trimelitany (np. TOTM, TINTM)
- benzoesany (np. INB, IDB)
- azelainiany (np. DIDAz)
- cytryniany (np. ATBC)
- cykloheksaniany (np. DINCH)
- sebacyniany (np. DMS, DBS)

## Plastyfikatory ftalanowe i nieftalanowe
Plastyfikatory można podzielić na ftalanowe (do których produkcji użyto bezwodnika kwasu ftalowego) i nieftalanowe, które produkuje się z użyciem innych związków, lub które powstają poprzez epoksydację olejów roślinnych oraz uwodornienie plastyfikatorów ftalanowych. Podstawniki pierścienia benzenowego w plastyfikatorach nieftalanowych (o ile go zawierają) znajdują się w pozycjach innych niż orto.
Najczęściej stosowanym plastyfikatorem ftalanowym jest ftalan bis(2-etyloheksylu) (DEHP, z ang. diethylhexyl phthalate), natomiast nieftalanowym – tereftalan bis(2-etyloheksylu) (DEHT, z ang. diethylhexyl terephthalate). Mimo że różnią się one jedynie rozmieszczeniem podstawników przy pierścieniu benzenowym, ich metabolizm i toksyczność są znacząco odmienne. DEHT ulega łatwiej hydrolizie i jest mniej szkodliwy.

## Rynek plastyfikatorów
Największym rynkiem dla plastyfikatorów są Chiny (43%). Pozostałe azjatyckie kraje odpowiadają za 16% zapotrzebowania na plastyfikatory. Na kolejnych miejscach plasują się Zachodnia Europa (14%) i USA (12%). Plastyfikatory ftalanowe mają największy udział w światowej konsumpcji, jednak maleje on stale ze względu na wprowadzane ograniczenia ich stosowania, wynikające z podejrzeń o szkodliwe działanie na ludzkie zdrowie i środowisko. W 2005 roku plastyfikatory ftalanowe stanowiły 88% rynku plastyfikatorów, w 2014 – 70%, a do 2019 przewidywany jest dalszy spadek ich udziału do 65%. Zapotrzebowanie na plastyfikatory uzależnione jest głównie od kondycji gospodarki, ze względu na sektory docelowe ich zastosowania tj. budownictwo, przemysł samochodowy, przewody, folie, wykładziny. W roku 2015 prognozowano wzrost zużycia plastyfikatorów o 4% rocznie przez kilka kolejnych lat w skali globalnej. W Północnej Ameryce wzrost prognozowany jest na poziomie 2,4%, w Zachodniej Europie 0,7%, natomiast w Centralnej i Wschodniej – 2,7%.
Główni producenci plastyfikatorów w Europie:
- Exxon Mobil 400 tys. ton/rok
- BASF 300 tys. ton/rok
- Evonik 260 tys. ton/rok
- Polynt 120 tys. ton/rok
- Grupa Azoty 86 tys. ton/rok
- OXEA 70 tys. ton/rok
- Perstorp 60 tys. ton/rok

Dane w przeliczeniu na ftalany i terfeftalany.

## Produkcja plastyfikatorów w Polsce
W Polsce największym producentem plastyfikatorów jest Grupa Azoty. W kędzierzyńskich zakładach produkcja plastyfikatorów rozpoczęła się w latach 50. XX wieku. W 2015 roku uruchomiono pierwszą w Polsce wielkotonażową instalację do produkcji nieftalanowego plastyfikatora DEHT o wydajności 50 tys. ton/rok. Tym samym Grupa Azoty stała się drugim pod względem zdolności produkcyjnych producentem DEHT w Europie. Poza Grupą Azoty kolejnym, znacznie mniejszym producentem plastyfikatorów w Polsce jest firma Boryszew.